# ولایت سیواس

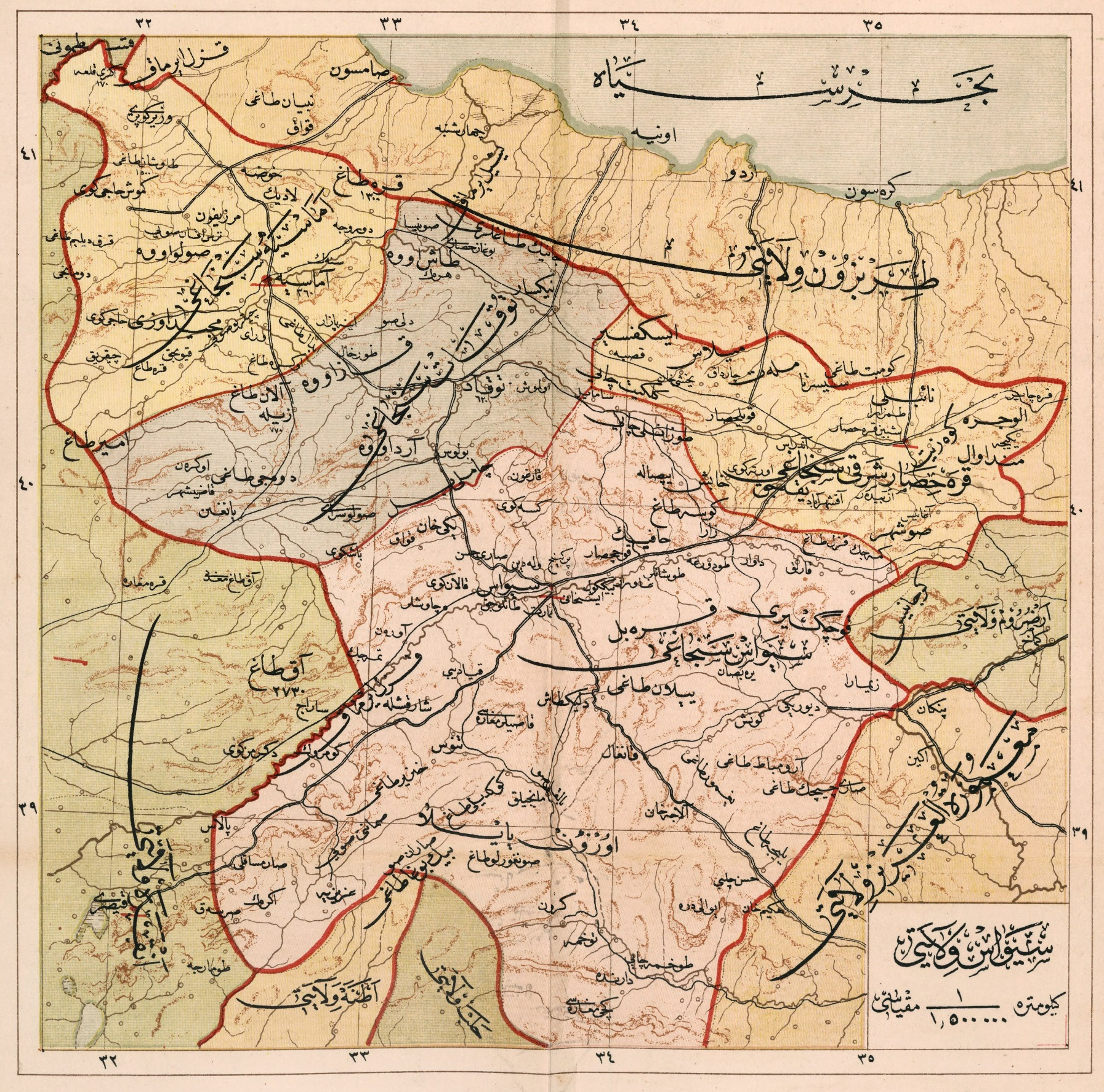
نقشه تقسیمات سیاسی ولایت سیواس در سال ۱۹۰۷ (۱۲۸۵)

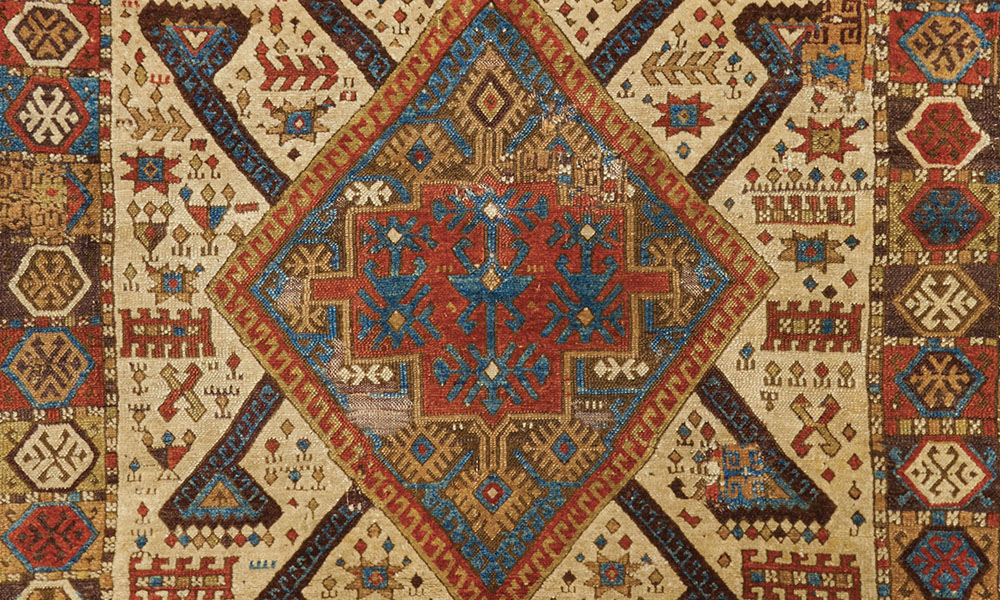
East Anatolian rug (detail), from the Şarkişla-Sivas region. Made ca. 1800

ولایت سیواس یکی از ولایت‌های امپراتوری عثمانی در اواخر سدهٔ نوزدهم و اوایل سدهٔ بیستم میلادی بود و یکی از شش ولایت ارمنی‌نشین قلمرو عثمانی به‌شمار می‌آمد.